# 社会情報学
社会情報学（しゃかいじょうほうがく、social informatics）は、文化的あるいは制度組織的な文脈における情報とコミュニケーションツールの研究分野。もうひとつの定義は、制度的・文化的文脈との相互作用を考慮した、情報技術の設計、利用、結果に関する研究分野である。
社会情報学は学際的な分野で、技術的人工物と人間の社会的文脈が相互に情報通信技術（ICT）でアンサンブルを構成する方法を検討する、より大規模な社会経済研究の一部である。
社会情報学の支持者の中には、生物学的 共同体その生態学との関係を、道具とそれを使う人類との関係の類推として用いる人もいる。
この分野の初期に活躍した故ロブ・クリング博士によって設立された社会情報学センターは、この分野をこう定義している。
Social Informatics (SI) refers to the body of research and study that examines social aspects of computerization – including the roles of information technology in social and organizational change, the uses of information technologies in social contexts, and the ways that the social organization of information technologies is influenced by social forces and social practices.

## 研究内容
歴史的に見ると、西ヨーロッパにおける社会情報学研究の概念は、スカンジナビア諸国と英国に強く根付いている。その始まりは、1980年代のノルウェーとスロベニアに遡ることができる。アメリカにおける社会情報学の基礎は、1996年にクリングがインディアナ大学の同僚や学生たちとともに築いた。
北米では、この分野は、多くの多様な機関における独立した研究活動によって、主に代表されている。
歴史的に社会情報学と名付けられたり、分類されたりしたアプローチはいくつかある： アメリカ、ロシア、イギリス、ノルウェー、スロベニア、ドイツ、そして日本である。
社会情報学の最も古い概念は、1970年代にA.V.ソコロフらによってソ連で確立された。

## 教育機関

### 設置大学院/研究所
- 東京大学大学院情報学環・学際情報学府 社会情報学コース
- 名古屋大学大学院情報学研究科 - 社会情報学専攻
- 多摩大学情報社会学研究所
- 京都大学大学院情報学研究科 社会情報学コース
- 電気通信大学大学院情報システム学研究科 社会知能情報学専攻
- 関西大学大学院総合情報学研究科 社会情報学専攻（博士課程前期/後期課程）
- 関西学院大学社会情報学研究センター

### 設置大学等

#### 学科等
社会情報学科
- 小樽商科大学商学部
- 目白大学社会学部
- 大妻女子大学社会情報学部
- 武庫川女子大学社会情報学部
- 青山学院大学社会情報学部
- 山形県立米沢女子短期大学

情報社会学科
- 静岡大学情報学部
- 埼玉工業大学人間社会学部
- 文教大学情報学部
- 久留米大学文学部
- 大阪経済大学情報社会学部

その他
- 中央大学文学部 人文社会学科 社会情報学専攻
- 十文字学園女子大学 - 社会情報デザイン学部社会情報デザイン学科に名称変更
- 群馬大学 - 理工学部電子情報理工学科情報科学コースと統合して情報学部に改組。情報学科社会共創プログラムに
- 名古屋大学情報学部 - 人間・社会情報学科
- 中部大学人文学部 メディア情報社会学科 - 人文学部コミュニケーション学科から名称変更
- 関西大学総合情報学部 総合情報学科社会情報システム系

### 廃止大学他
- 岡山理科大学総合情報学部 - 2017年（平成29年）募集停止
- 大手前大学社会文化学部 - 2005年 社会情報学科をキャリアデザイン学科に改称
- 千里金蘭大学短期大学部 - 現代社会情報学科を設置していたが、2011年に廃止された
- 札幌学院大学 - 1991年に社会情報学部社会情報学科を設置していたが、2014年に学生募集を停止
- 広島文化学園大学